# Nicole Pot
Pour les articles homonymes, voir Pot.
Nicole Pot, née Jalladeau le 27 avril 1950 à Arenberg (Allemagne), est une haute fonctionnaire française.

## Biographie
Elle fut directrice générale de l'Institut national de recherches archéologiques préventives de 2003 à 2009. 
Elle est nommée en 2009 inspectrice générale à l'Inspection générale des affaires culturelles.
Nicole Pot est agrégée de lettres modernes et ancienne élève de l'École nationale d'administration (promotion Denis Diderot). Après avoir enseigné pendant une dizaine d'années, elle a rejoint, à sa sortie de l'École nationale d'administration, le ministère de l'Agriculture. Puis successivement la direction des musées de France et à la Caisse nationale des monuments historiques et des sites (1994-2000). Enfin, elle a assuré la direction générale de la Cité des sciences et de l'industrie de 2000 à 2003. Elle est notamment l'auteur d'un rapport au ministre de la Culture et de la Communication, en mai 2003, sur le rôle du ministère dans la démocratisation de l'accès à la culture.

## Décorations
- Chevalière de la Légion d'honneur Elle est faite chevalière le 30 décembre 2000[4]. Ses insignes lui ont été remises par le Secrétaire d'État au Patrimoine, Michel Duffour[5].
- Officière de l'ordre national du Mérite Elle est directement promue au grade d'officière pour récompenser ses 37 ans de services civils le 13 novembre 2009[6] Ses insignes lui ont été remises par Yves Coppens.
- Officière de l'ordre des Arts et des Lettres Elle est promue au grade d’officière le 10 février 2016[7].